# Aisha Mohammed Mussa
Aisha Mohammed Moussa est une femme politique éthiopienne, ingénieure de formation, qui a occupé plusieurs fonctions ministérielles, dont celle de ministre de la Défense entre 2018 et 2019 puis depuis 2024.

## Biographie
Aisha Mohammed Moussa est une musulmane de la région d'Afar, située dans le nord-est du pays, près de Djibouti,. Elle possède un diplôme d'ingénieur en génie civil et une maîtrise en conduite du changement.
Elle travaille d'abord comme ingénieure civile,. Elle devient ministre de la Construction, puis ministre du Tourisme et de la Culture, dans le gouvernement du Premier ministre Haile Mariam Dessalegn. Elle est nommée ministre de la Défense par le Premier ministre suivant, Abiy Ahmed, le 16 octobre 2018. Elle est l'une des dix femmes nommées sur la vingtaine que compte le cabinet, faisant de l'Éthiopie et du Rwanda les seuls pays africains à avoir une représentation égale des sexes dans leurs équipes gouvernementales,. Elle est la première femme à devenir ministre de la Défense dans son pays,. Le 18 avril 2019, elle est nommée ministre du Développement urbain et de la Construction, fonction qu'elle occupe jusqu'au 20 mai 2024, retrouvant à cette date le poste de ministre de la Défense.